# Begraafplaats van Gavrelle
De gemeentelijke begraafplaats van Gavrelle gelegen in het centrum de Franse plaats Gavrelle in het department Pas-de-Calais in de regio Hauts-de-France.

## Gavrelle Communal Cemetery
De begraafplaats telt 7 geïdentificeerde Gemenebest graven uit de Tweede Wereldoorlog. De militaire graven worden onderhouden door de Commonwealth War Graves Commission`, die de begraafplaats heeft in geschreven als Gavrelle Communal Cemetery.